# L'Air de rien (film, 1989)
Pour les articles homonymes, voir L'Air de rien.
Pour plus de détails, voir Fiche technique et Distribution.
L'Air de rien est un film franco-belgo-canadien réalisé par Mary Jimenez, sorti en 1989.

## Fiche technique
- Titre français : L'Air de rien
- Réalisation : Mary Jimenez
- Scénario : Mary Jimenez
- Photographie : Raymond Fromont
- Musique : Thierry De Mey
- Production : Benoît Lamy
- Pays d'origine : France - Belgique - Canada
- Genre : drame
- Date de sortie :
  - France : 31 janvier 1990

## Distribution
- Carole Courtoy : Jessie
- Gabriel Arcand : Théo
- Josse De Pauw : Marcel
- Lucas Belvaux : Francis
- Bernadette Lafont : Constance
- Eugénie De Mey : Mathilde
- Maria de Medeiros : Cecile
- Jan Steen : le chauffeur de taxi
- Noël Godin : le bavard